# 霍恩萊克 (密西西比州)
霍恩萊克（英語：Horn Lake）是位於美國密西西比州德索托縣的城市。

## 人口
根據2020年美國人口普查的數據，霍恩萊克的面積為42.27平方千米，當中陸地面積為41.51平方千米，而水域面積為0.76平方千米。當地共有人口26736人，而人口密度為每平方千米633人。